# Aachen Hauptbahnhof
Aachen Hauptbahnhof – główny dworzec kolejowy w Akwizgranie, w zachodnich Niemczech. Jest największym z czterech używanych dworców w tym mieście. Jest głównym kolejowym przejściem granicznym do Belgii.
Główną stację otwarto w 1841, kiedy Rheinische Eisenbahngesellschaft otworzyło linię kolejową z Kolonii. Linia była później przedłużana – najpierw do Herbesthal, a 15 października 1843 do Antwerpii. Pierwszy dworzec został wybudowany poza granicami miasta, jednak Akwizgran rozwijał się w szybkim tempie i dworzec został otoczony innymi budynkami. Uznano to jednak za rozwiązanie niepraktyczne i zdecydowano się na wybudowanie nowego dworca położonego na stoku wzgórza. W 1901 zaczęto budować nasypy i nowe mosty, a 21 grudnia 1905 dokonano otwarcia nowej stacji.

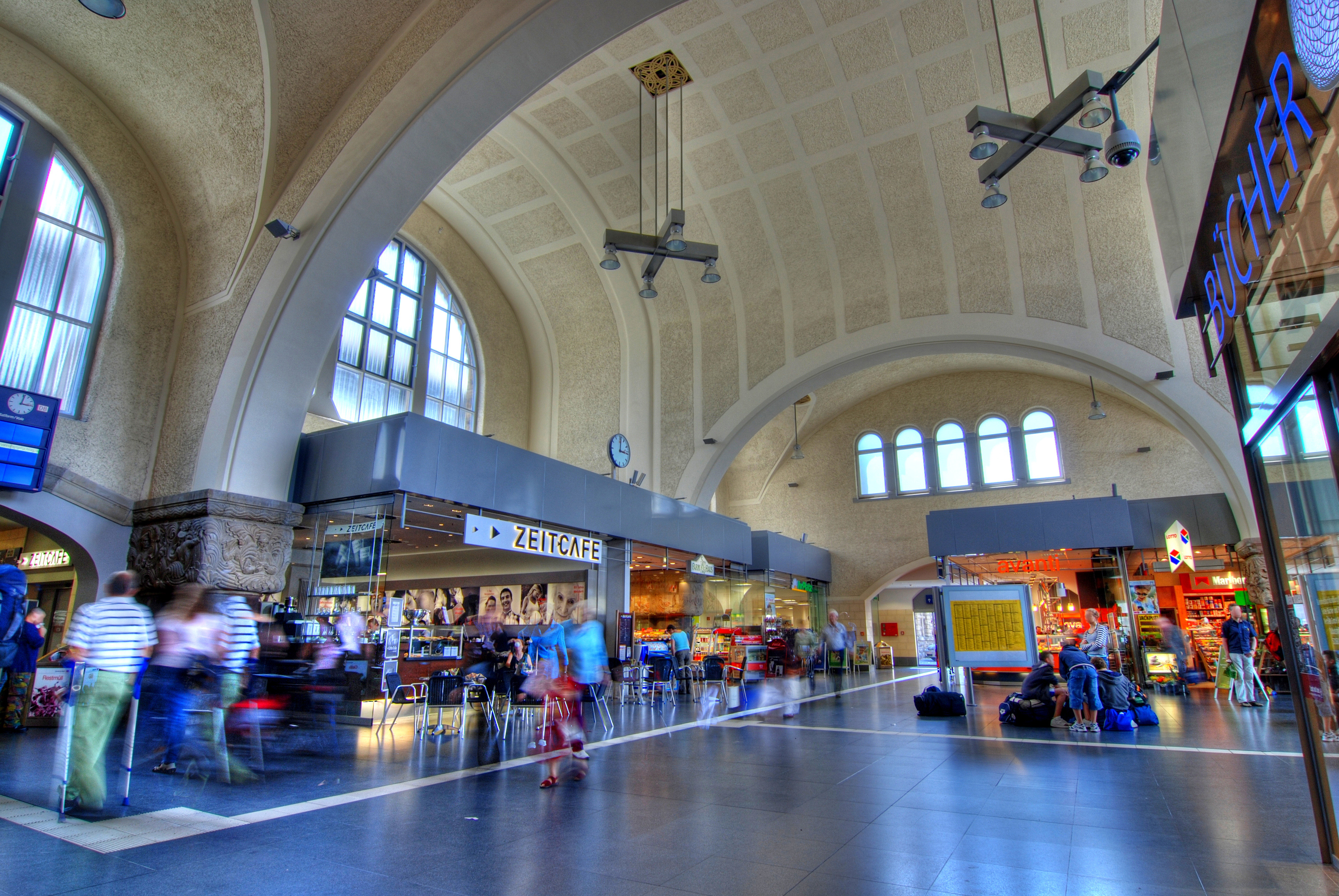
Główny hall dworcowy

Stacja działała bez przeszkód aż do zniszczeń wojennych w 1944. Jednak alianci wysoko ocenili jej przydatność i w krótkim czasie odbudowali – ostatnie wojenne zniszczenia usunięto w 1950. W 1966 stacja została zelektryfikowana. Z powodu bliskości do granicy z Belgią, stacja jest wykorzystywana do przewozów międzynarodowych przez Thalys, Intercity-Express oraz Regional-Express.
Główny hall w budynku dworcowym był przebudowywany w latach 2000–2006.